# Manfred Ragati
Manfred Ragati (* 15. Februar 1938 in Ochsenfurt; † 7. Februar 2023 in Herford) war Bundesvorsitzender der Arbeiterwohlfahrt.

## Werdegang
Nach dem Jurastudium in Würzburg promovierte er 1969. Bereits von 1967 bis 1969 arbeitete er in der Finanzverwaltung Fürth und von 1970 bis 1974 war er Regierungsdirektor im Finanzministerium des Landes Nordrhein-Westfalen. Oberkreisdirektor des Kreises Herford war er von 1975 bis 1985 und von 1985 bis 2001 bekleidete er das Amt des Geschäftsführers des Elektrizitätswerkes Minden-Ravensberg GmbH (Herford). Seitdem war er als Rechtsanwalt tätig.
Von 1983 bis 2004 war Manfred Ragati Vorsitzender des AWO-Bezirksverbandes Ostwestfalen-Lippe e. V. und von 1991 bis Ende 2004 auch Bundesvorsitzender der AWO. Seitdem war er Ehrenvorsitzender des AWO-Bundesverbandes. Seine Befürwortung von Arbeitsgelegenheiten mit Mehraufwandsentschädigung, so genannten 1-Euro-Jobs, brachte ihn Ende 2004 in die Kritik. Er kündigte damals an, dass die deutschen Wohlfahrtsverbände mindestens dreißigtausend Ein-Euro-Jobs für Langzeitarbeitslose schaffen würden, was nicht zuletzt viele Langzeitarbeitslose selbst als entwürdigend empfanden.
Ragati bekleidete noch andere Ämter und Ehrenämter. Er engagierte sich für Kunst und Architektur und hat sich zusammen mit dem US-amerikanischen Architekten Frank O. Gehry für den Bau des Kunst- und Kompetenzzentrum MARTa Herford eingesetzt, das im Mai 2005 eröffnet wurde.
Im November 2004 bekam er für seine herausragenden Verdienste im sozialen Bereich das Große Verdienstkreuz der Bundesrepublik Deutschland überreicht.
Manfred Ragati war verheiratet und hatte zwei Kinder. Er starb am 7. Februar 2023, wenige Tage vor Vollendung seines 85. Lebensjahres.